# Праздники Эстонии
Все официальные праздники в Эстонии устанавливаются актами парламента.

## Государственные праздники
Следующие праздники подразумевают выходной день:
| Дата                    | Русское название                              | Эстонское название        | Примечания                                                                       |
| ----------------------- | --------------------------------------------- | ------------------------- | -------------------------------------------------------------------------------- |
| 1 января                | Новый год                                     | uusaasta                  |                                                                                  |
| 24 февраля              | День независимости                            | iseseisvuspäev            | Национальный праздник — празднование декларации независимости 1918 года.         |
| Переходящая пятница     | Великая пятница                               | suur reede                |                                                                                  |
| Переходящее воскресенье | Пасха                                         | ülestõusmispühade 1. püha | Известен как lihavõtted.                                                         |
| 1 мая                   | Весенний день                                 | kevadpüha                 |                                                                                  |
| Переходящая дата        | День Святой Троицы                            | nelipühade 1. püha        |                                                                                  |
| 23 июня                 | День Победы                                   | võidupüha                 | Празднование победы в битве под Вынну во время Эстонской войны за независимость. |
| 24 июня                 | Янов день, или Праздник летнего солнцестояния | jaanipäev                 |                                                                                  |
| 20 августа              | День восстановления независимости             | taasiseseisvumispäev      | Празднование восстановления независимости Эстонии в 1991 году.                   |
| 24 декабря              | Сочельник                                     | jõululaupäev              |                                                                                  |
| 25 декабря              | Рождество Христово                            | esimene jõulupüha         |                                                                                  |
| 26 декабря              | День подарков                                 | teine jõulupüha           |                                                                                  |

## Сокращённые рабочие дни
В соответствии с законом о труде (Töölepingu Seadus § 53) рабочий день сокращен на 3 часа. 
- 23 февраля
- 22 июня
- 23 декабря
- 31 декабря

Сокращение рабочего дня не зависит от продолжительности рабочего дня. Например, в случае частичной трудовой занятости, если обычно работник находится на работе в течение трех часов, в предшествующий государственному празднику день он не должен выходить на работу. 
Если работник не согласен работать в предпраздничный день полный рабочий день, то работодатель не имеет права его к этому принуждать.

## Государственные знаменательные дни
Эти праздники не подразумевают выходного дня:
| Дата                                                | Русское название                       | Эстонское название          | Примечания                                                                        |
| --------------------------------------------------- | -------------------------------------- | --------------------------- | --------------------------------------------------------------------------------- |
| 6 января                                            | Богоявление                            | kolmekuningapäev            |                                                                                   |
| 2 февраля                                           | Подписание Тартуского мирного договора | Tartu rahulepingu aastapäev | Договор завершил Эстонскую войну за независимость                                 |
| 14 марта                                            | День родного языка                     | emakeelepäev                | День рождения Яака Кристиана Петерсона.                                           |
| Второе воскресенье мая (Переходящее воскресенье)    | День матери                            | emadepäev                   |                                                                                   |
| 4 июня                                              | День флага Эстонии                     | Eesti lipu päev             | Дата, когда в 1884 году впервые был освящён Флаг Эстонии.                         |
| 14 июня                                             | День траура                            | leinapäev                   | Почтение памяти жертв советских депортаций в 1941 и 1949 годах.                   |
| 22 сентября                                         | День сопротивления                     | vastupanuvõitluse päev      | Попытка правительства Отто Тиифа восстановить эстонскую независимость в 1944 году |
| 2 ноября                                            | День всех душ                          | hingedepäev                 |                                                                                   |
| Второе воскресенье ноября (Переходящее воскресенье) | День отцов                             | isadepäev                   |                                                                                   |
| 16 ноября                                           | День возрождения                       | taassünni päev              |                                                                                   |